# Mladen Medar
Mladen Medar, hrvatski povjesničar umjetnosti i kulture, muzealac, stručni pisac, esejist i pjesnik (Bjelovar, 4. prosinca 1951.).

## Životopis
Rođen je 4. prosinca 1951. u kući br. 36 na Šetalištu dr. Vladimira Bakarića (danas Šetalište dr. Ivše Lebovića). Uz osnovnu školu i gimnaziju u rodnom je gradu pohađao nižu i srednju Glazbenu školu „Vatroslav Lisinski“. Kao učenik kraće vrijeme bio dirigent mješovitog pjevačkog zbora bjelovarske Gimnazije, te od 1968. do 1970. bio vođa i orguljaš Vokalno-instrumentalnog sastava „Sinovi mjeseca“. Diplomirao arheologiju i povijest umjetnosti na Filozofskom fakultetu u Zadru. 
Od 1993. do 1997. radio u Državnom arhivu u Bjelovaru. U Gradskom muzeju Bjelovar zaposlen je od 1997. godine kao voditelj knjižnice, od 2004. kustos, voditelj Kulturno-povijesnog odjela, godinu dana voditelj i Galerijskog odjela, a od 2007. do 2015. i ravnatelj Gradskog muzeja Bjelovar. Članom Komisije za muzejske i galerijske knjižnice Muzejskog dokumentacijskog centra u Zagrebu pri Sekciji za specijalne knjižnice Hrvatskog knjižničarskog društva postao je 1998. godine.
Od 1983. godine vanjski je suradnik na projektima Zavoda za povijest hrvatske književnosti, kazališta i glazbe HAZU te suradnik Leksikografskog zavoda „Miroslav Krleža“ u Zagrebu. Od 1990. bio je povjerenik Državne uprave za zaštitu spomenika kulture Ministarstva kulture Republike Hrvatske te jedan od utemeljitelja i član prvog Upravnog odbora Hrvatske sekcije ECOVAST-a (European Council for the Village and Small Town), Europskog vijeća za sela i male gradove (sa sjedištem u Belgiji). Godine 1997. idejni je začetnik (s akademikom Ivanom Supekom) Zavoda za znanstvenoistraživački i umjetnički rad HAZU u Bjelovaru. Od 2006. godine njegov je suradnik te član uredništva, a potom član Uredničkog savjeta časopisa „Radovi“ ovog Zavoda.
Od 1971. godine član - radnik Matice hrvatske, od 1990. jedan od trojice obnovitelja i član Predsjedništva Ogranka MH u Bjelovaru, a od 2000. do 2011. je tajnik ovog Ogranka. Jedan je od utemeljitelja i tajnik časopisa za književnost, kulturu i druga društvena zbivanja „Rusan“ (1991. – 1992.), a od 1994. je glavni urednik „Bjelovarskog zbornika“. Bio je prvi predsjednik obnovljenog Bjelovarskog kazališta i član njegova Umjetničkog vijeća (1997. – 2000.).
Brojne radove s rezultatima samostalnih istraživanja prošlosti Bjelovara i Bjelovarsko-bilogorske županije od prapovijesti do 20. stoljeća, povijesnu građu, biografije, bibliografije, recenzije, prikaze i osvrte od 1975. objavljuje u nizu stručnih i znanstvenih publikacija, enciklopedija, leksikona, zbornika, časopisa i novina. Autor je većeg broja samostalnih izložbi i predavanja iz kulturne povijesti. Naročito zaslužan za rezultate proučavanja bjelovarskog kazališnog života od 18. do 20. stoljeća, povijesti bjelovarskih Židova u istom razdoblju te za proučavanje razdoblja secesije u Bjelovaru u europskom kontekstu (zahvaljujući njegovoj velikoj samostalnoj izložbi "Secesija u Bjelovaru" održanoj 2008. godine u Hrvatskom muzeju arhitekture HAZU u Zagrebu, Bjelovar je uvršten u najveći europski projekt o secesiji Partage plus - Digitising and enabling Art Nouveau for Europeana). Godine 2014. kao jedan od članova Međunarodnog žirija (s članovima iz Argentine, Austrije, Slovenije, Turske, Poljske, Sjeverne Irske, Kosova, Španjolske, Italije, Estonije i USA) bio je član Organizacijskog odbora i jedan od selektora izložbe "Suvremena hrvatska keramika".
Osobito se bavi bjelovarskim imenima europske likovne umjetnosti Nastom Rojc, Vojinom Bakićem, Edom Murtićem i Ivom Friščićem te povjesničarom umjetnosti, likovnim kritičarom i istaknutim hrvatskim pjesnikom, Bjelovarčaninom Željkom Sabolom.
Dobitnik je Spomen-povelje u povodu 100. obljetnice Hrvatskog arheološkog društva (1978.), Priznanja povodom proglašenja Počasnim članom Društva bibliotekara regije Bjelovar (1989.), Povelje povodom 40. obljetnice Gradskog muzeja Bjelovar za izuzetan doprinos i suradnju u ostvarivanju muzejske i kulturne djelatnosti (1990.) i Zahvalnice povodom 30. obljetnice osnutka Matice hrvatske Bjelovar (2001.). Za osobite zasluge u obrazovnom i kulturnom životu Bjelovarsko-bilogorske županije nagrađen je Javnim priznanjem „Plaketa Tihomir Trnski“ (1998.), a za uspjehe na području znanosti Zlatnom plaketom „Grb grada Bjelovara“ (2000.).
Godine 1996. proglašen je suvremenim hrvatskim pjesnikom, a od 2015. član je PEN-a International (međunarodnog udruženja pjesnika, esejista i novelista sa sjedištem u Londonu) -  Hrvatskog PEN centra u Zagrebu. Eseje i pjesme objavljuje u Hrvatskoj (Bjelovar, Zagreb, Zadar), Bosni i Hercegovini (Sarajevo) i Italiji (Milano). Kao pjesnik zastupljen je u „Panorami hrvatske poezije s temom Zagreba“ („Forum“ HAZU 1996.) te u nekoliko antologija. Pjesme su mu prevođene na češki i talijanski jezik te esperanto.

## Izložbe

### Samostalne:
- „Sjećanje na bjelovarsko kazalište“, Velika galerija Gradskog muzeja Bjelovar (1997.)
- „Sedam stoljeća sajmovanja na području Bjelovarsko-bilogorske županije“, sajamska dvorana Međunarodnog stočarskog i gospodarskog sajma u Gudovcu kraj Bjelovara 1999.)
- „Bjelovar u djelima znanstvenika, književnika i likovnih umjetnika“, Velika galerija GMB (2000.)
- „30. obljetnica utemeljenja Ogranka Matice hrvatske u Bjelovaru 1971. – 2001.“, Velika galerija GMB (2001.)
- „Osjećam se vrlo čudno, kao da sam na odlasku - Željko Sabol 1941. – 1991.“, Velika galerija GMB (2001.)
- „Zavičajni pisci, hrvatski književnici – Bjelovarčani: Krsto Špoljar, Željko Sabol, Mirko Sabolović i Goran Tribuson“, Studijski odjel Narodne knjižnice „Petar Preradović“ Bjelovar (2004.)
- „Đuro Sudeta – pjesnik bolne nježnosti“, (Kulturno-povijesni odjel GMB 2004.)
- „Bjelovarsko-gudovačke godine hrvatske slikarice Naste Rojc“, galerija „Koridor“ GMB (2005.)
- „Secesija u Bjelovaru“, galerija „Nasta Rojc“ Gradskog muzeja Bjelovar (2007.)
- „Secesija u Bjelovaru“, Hrvatski muzej arhitekture HAZU, Zagreb (2008.)
- „Ivo Friščić – 15. obljetnica smrti /1993. – 2008./“, galerija „Nasta Rojc“ GMB (2009.)
- „Nakladnička djelatnost Gradskog muzeja Bjelovar“, Narodna knjižnica „Petar Preradović“, Bjelovar (2009.)
- „Izložba svih izložbi“, galerija „Nasta Rojc“ GMB (2009.)
- „Kronologija obnove zgrade Gradskog muzeja. Povodom svečanog otvaranja obnovljene zgrade muzeja – fotografije i dokumenti“, Mala galerija GMB (2010.)
- „Edo Murtić – povratak u zavičaj“, zgrada Poduzetničkog parka u Velikoj Pisanici (2010.)
- „Željko Sabol 1941. – 1991.“,Knjižnica i čitaonica Bogdana Ogrizovića u Zagrebu (2011.)
- „Od podruma do zvijezda – 15 godina Bjelovarskog kazališta“, galerija „Nasta Rojc“ GMB (2012.)
- „Pet godina bjelovarske Noći muzeja 2008. – 2012.“, galerija „Koridor“ GMB (2013.)
- „Bjelovarska imena europske likovne umjetnosti: Nasta Rojc – Vojin Bakić – Edo Murtić – Ivo Friščić“, galerija „Nasta Rojc“ GMB (2014.)
- „Josip Juraj Strossmayer – biskup međunarodnog ugleda u Bjelovaru 1888. godine“, galerija „Izlog“ GMB (2015.)
- Uvod u izložbu „Od utvrde do Grada. 200 godina Bjelovara, galerija „Izlog“, GMB (2016.)

### Skupne:
- „Bjelovarsko-bilogorska županija kroz povijest“, galerija „Nasta Rojc“ Gradskog muzeja Bjelovar (2006.)
- „Od utvrde do Grada. 200 godina Bjelovara“, svi galerijski prostori GMB (2016.)

## Knjige
- Registar arheoloških nalaza i nalazišta sjeverozapadne Hrvatske, Varaždin 1990.; Bjelovar 1997.  (suautor)
- Sedam stoljeća sajmovanja na području Bjelovarsko-bilogorske županije, Bjelovar 1999.
- Bjelovarsko-bilogorska županija kroz povijest, Gradski muzej Bjelovar 2006. (suautor)
- Secesija u Bjelovaru / Secession in Bjelovar / Art Nouveau in Bjelovar,  Bjelovar 2007. - Zagreb 2008.
- Bjelovarski ratni tjedan – dnevnički zapisi 1991. Bjelovar 2012.
- Bjelovarska imena europske likovne umjetnosti: Nasta Rojc, Vojin Bakić, Edo Murtić i Ivo Friščić, Bjelovar 2014.
- Vladimir Strugar – učitelj, pedagog i znanstvenik (priredio, s I. Pejićem), „Školske novine“ Zagreb 2017.

## Književnost
- Ispovjedne meditacije (esej), u knjizi: Očenaš iz Hrvatske, Teovizija“ Zagreb 1996.
- Perpetuum mobile (Deset pjesama), „Hrvatska misao“, Sarajevo 2003.
- Quel qualcosa in noi, „Signum edizioni d'arte“, Milano 2008. (zbirka pjesama; na talijanski preveo prof. dr. Juraj Gracin)
- Dugine boje duge – o slikarstvu Dine Trtovca iz osobnog, intimnog motrišta (esej), u: Tonko Maroević, Dino Trtovac (monografija), Zagreb 2013.
- Osam pjesama, „Zadarska smotra“, Zadar 2017.